# Президентские выборы в Сенегале (1993)
Президентские выборы в Сенегале прошли 21 февраля 1993 года. Кандидат от Социалистической партии президент Абду Диуф был переизбран на новый срок, получив 58,4%. Явка составила 51,5%.

## Результаты
| Кандидат                                                                                  | Партия                                           | Голоса    | %     |
| ----------------------------------------------------------------------------------------- | ------------------------------------------------ | --------- | ----- |
| Абду Диуф                                                                                 | Социалистическая партия Сенегала                 | 757 311   | 58,40 |
| Абдулай Вад                                                                               | Сенегальская демократическая партия              | 415 295   | 32,03 |
| Ландин Саване                                                                             | Революционное движение за новую демократию       | 37 787    | 2,91  |
| Абдулай Батили                                                                            | Демократическая лига/Движение за трудовую партию | 31 279    | 2,41  |
| Иба Дер Тиам                                                                              | Конвенция демократов и патриотов                 | 20 840    | 1,61  |
| Мадиор Диуф                                                                               | Национальное демократическое объединение         | 12 635    | 0,97  |
| Мамаду Ло                                                                                 | Независимый                                      | 11 058    | 0,85  |
| Бабакар Нианг                                                                             | Партия за освобождение народа                    | 10 450    | 0,81  |
| Недействительных/пустых бюллетеней                                                        | Недействительных/пустых бюллетеней               | 15 499    | -     |
| Всего                                                                                     | Всего                                            | 1 312 154 | 100   |
| Источник: African Elections Database Архивная копия от 31 августа 2018 на Wayback Machine |                                                  |           |       |